# Високе (Темниковський район)
Висо́ке (рос. Высокое, ерз. Высокое) — присілок у складі Темниковського району Мордовії, Росія. Входить до складу Бабеєвського сільського поселення.
Населення — 30 осіб (2010; 59 у 2002).
Національний склад (станом на 2002 рік):
- росіяни — 85 %